# Бели хора в Намибия
Белите хора са расова група в Намибия. Според оценки през 2011 г. те са 75 000 – 120 000, или 4 – 7 процента от населението на страната.

## История
Произхождат главно от германски заселници. През 2003 г. се твърди че около 4000 бели земеделци притежават около 50 % от обработваемата земя в Намибия.
През 1914 година населението на европейските заселници наброява 14 000 души, от които 12 000 германци и 2000 други (главно англичани и холандци).

## Численост и дял
| Численост на белите според различни оценки и преброявания на населението през годините. |        |                  |                       |                    |
| Период                                                                                  | Година | Численост        | Население на страната | Дял от населението |
| Германска Югозападна Африка (1884 – 1915)                                               |        |                  |                       |                    |
| Югозападна Африка (управление на Южна Африка) (1915 – 1990)                             | 1918   | 13 400           | 195 000               | 7%                 |
| Югозападна Африка (управление на Южна Африка) (1915 – 1990)                             | 1919   | 6700             | 205 000               | 3%                 |
| Югозападна Африка (управление на Южна Африка) (1915 – 1990)                             | 1921   | 19 432           | 228 910               | 8%                 |
| Югозападна Африка (управление на Южна Африка) (1915 – 1990)                             | 1933   | 10 000           | 290 000               | 3%                 |
| Югозападна Африка (управление на Южна Африка) (1915 – 1990)                             | 1958   | 66 000           | 561 854               | 12%                |
| Югозападна Африка (управление на Южна Африка) (1915 – 1990)                             | 1965   | 68 000           | 670 981               | 10%                |
| Югозападна Африка (управление на Южна Африка) (1915 – 1990)                             | 1981   | 76 430           | 1 033 196             | 7%                 |
| Република Намибия (1990-)                                                               | 2011   | 75 000 – 120 000 | 2 113 077             | 4 – 7%             |